# خولة بنت سامي الكريع
خولة بنت سامي الكريع عالمة سعودية. (كبيرة علماء أبحاث السرطان في مستشفى الملك فيصل التخصصي ومركز الأبحاث بالرياض)، عينت عضواً في مجلس الشورى السعودي عام 2013م. في عام 2007 فازت الدكتورة خولة بجائزة هارفارد للتميز العلمي.

## حياتها
الدكتورة خولة الكريع تشغل حالياً منصب رئيس مركز أبحاث الملك فهد لأورام الأطفال التابع لمستشفى الملك فيصل التخصصي ومركز الأبحاث بالرياض. وهي تقود فريقاً علمياً يتبنى برنامجاً بحثياً فريداً وذلك للتعرف على البصمة الوراثية لدى مرضى السرطان السعوديين.
وأثمر البرنامج عن نتائج علمية متميزة تم نشرها في مجلات علمية عالمية.
كما أمر خادم الحرمين الشريفين الملك عبد الله بن عبد العزيز، بمنح وسام الملك عبد العزيز من الدرجة الأولى للدكتورة خولة بنت سامي الكريع نظير تحقيقها عدة إنجازات بحثية متميزة جعلتها من الكفاءات التي يشار إليها بالبنان محلياً وإقليماً وعالمياً. وقامت الدكتورة الكريع بالعديد من الإسهامات الطبية المتميزة في مجال البحوث الطبية.

### حياتها الأسرية
متزوجة ولديها أربعة أبناء.

## المؤهلات العلمية
- دكتوراه في سرطانات الجينات من المركز القومي الأمريكي للأبحاث في ميريلاند بالولايات المتحدة الأمريكية.
- البورد الأمريكي في علم الأمراض من جامعة جورج تاون بالولايات المتحدة الأمريكية.
- بكالوريوس الطب والجراحة العامة من جامعة الملك سعود بالرياض.

## عضوية مجالس ولجان
- رئيسة الفريق العلمي في المجال الجيني للسرطانات.
- مثلت المملكة في المؤتمر الدولي للسرطان في الولايات المتحدة الأمريكية، مؤتمر سرطان الغدد الليمفاوية.
- مثلت المملكة في المؤتمر الأوربي لسرطان القولون.
- لديها تعاون بحث مع عدة مراكز أبحاث محلية ودولية في مجال أبحاث السرطان.
- عضو في الجمعية الأمريكية لعلم الجينات.
- عضو في الجمعية الأمريكية لأبحاث السرطان.
- عضو في الأكاديمية الأمريكية الكندية لعلم الأمراض.
- عضو هيئة التحرير في المجلة الطبية للجينات (BMC Genomics).
- عضو هيئة التحرير في المجلة العالمية للجينات الطبية (WJMG).
- عضو هيئة التحرير في مجلة ناشونال جيوغرافي (National Geographic).
- بروفيسور محاضر في كلية الطب بجامعة الفيصل.

## مؤلفات
(تستاهلين) صدر عام 2014م.